# Vrinners
Vrinners – miasto w Danii, w regionie Jutlandia Środkowa, w gminie Syddjurs.